# Nguyễn Xuân Phúc
Nguyễn Xuân Phúc (Quảng Nam, 17 luglio 1954) è un politico vietnamita, undicesimo Presidente del Vietnam dall'aprile 2021 al gennaio 2023 e per cinque anni  Primo Ministro del Vietnam (2016-2021), dove ha supervisionato un periodo di crescita economica record e diretto la risposta del paese alla pandemia di COVID-19,  Phúc è stato il secondo più alto funzionario in Vietnam dietro Nguyễn Phú Trọng, il segretario generale del Partito comunista. È stato anche presidente della provincia di Quang Nam e vice primo ministro da agosto 2011 al 7 aprile 2016.
La sua popolarità è crollata, costringendolo a dimettersi da Presidente del Vietnam, a causa delle crescenti accuse di corruzione, in cui si ritiene che lui e la sua famiglia siano coinvolti.

## Biografia
Phúc è nato il 20 luglio 1954, nel comune di Quế Phú, distretto di Quế Sơn, provincia di Quảng Nam, in quello che allora era lo Stato del Vietnam. Suo padre, Nguyễn Hiền, era nato nel 1918 e aveva lavorato per la Repubblica Democratica del Vietnam prima del 1954, dirigendosi poi a nord in conformità con l'Accordo di Ginevra. Lui, sua madre e i suoi fratelli erano rimsti invece nella loro città natale, dove avevano studiato alla scuola del villaggio. Sua madre e i suoi fratelli lavoravano segretamente per il Fronte nazionale per la liberazione del Vietnam del Sud e sua sorella fu uccisa dall'esercito americano e dal governo del Vietnam del Sud dopo una battaglia nel 1965. Nel 1966 fu uccisa anche sua madre. Ha vissuto con sua sorella nella sua città natale per un po', poi è stato segretamente portato al Nord dai compagni dei suoi genitori nel 1967. 
Ha studiato presso l'Università economica nazionale di Hanoi in gestione economica tra il 1973 e il 1978, dopodiché ha studiato gestione amministrativa presso l'Accademia amministrativa nazionale del Vietnam. Nel 1979 Phúc è stato impiegato del Consiglio economico di Quảng Nam - Đà Nẵng fino a diventare capo dell'ufficio del Comitato popolare di Quảng Nam - Đà Nẵng. Dal 19è stato impiegato presso il Consiglio economico di Quảng Nam - Đà Nẵng , quindi dal 1980 al 1993  è stato impiegato, poi deputato, fino ad essere nominato capo dell'ufficio del Comitato popolare di Quảng Nam - Đà Nẵng. Phúc è diventato membro del Partito Comunista del Vietnam il 12 novembre 1983.

## Vita privata
Sua moglie è Trần Thị Nguyệt Thu.  Ha due figli, una figlia di nome Nguyễn Thị Xuân Trang (nata nel 1986, sposata con Vũ Chí Hùng nel 2009) e un figlio di nome Nguyễn Xuân Hiếu. Suo genero Hùng è il Vice Direttore Generale in carica del Dipartimento Generale delle Imposte.
Ha un fratello di nome Nguyễn Quốc Dũng, nato nel 1947, che è l'ex procuratore generale della procura popolare di Da Nang. Aveva una sorella vivente di nome Nguyễn Thị Thuyền (nata dopo Dũng nel 1952) e un'altra sorella che fu uccisa dai soldati americani durante la guerra del Vietnam.